# Loja (Équateur)
Pour les articles homonymes, voir Loja.
Loja (espagnol ˈlo.xa), ou Loxa, est une ville d'Équateur et la capitale de la province de Loja. Elle est située dans le sud du pays, à 430 km au sud de Quito. Sa population s'élevait à 118 532 habitants en 2001.

## Histoire
Elle a été fondée en 1548 par Alonso de Mercadillo. Elle est connue pour avoir reçu la visite de Simón Bolívar durant sa campagne pour unifier la Grande Colombie. Elle s'est distinguée en étant la première cité équatorienne à recevoir l'alimentation électrique grâce à un barrage hydroélectrique construit en 1896.

## Transports
La ville est située sur la route panaméricaine.

## Galerie

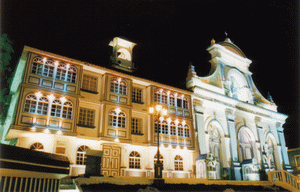
Église et couvent San Sebastian
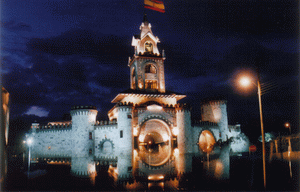
Porte d'entrée de la ville
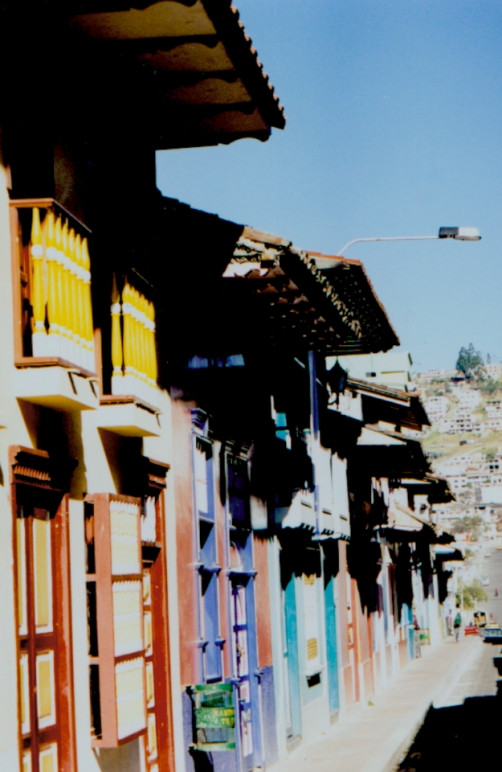
La Calle Lourdes à Loja

## Personnalité
- Diego Vaca de Vega : conquistador espagnol, y est mort en 1627.